# Daphne Gautschi
Daphne Gautschi (* 9. Juli 2000 in Muri) ist eine Schweizer Handballspielerin.

## Karriere

### Im Verein
Bereits mit 16 Jahren wechselte Gautschi vom LK Zug nach Frankreich zu Metz Handball. Hier wurde sie 2018 und 2019 französischer Meister sowie 2019 französischer Cupsieger. Mit Metz spielte sie auch in der Champions League. In der Saison 2019/20 wurde sie für eine Saison an den deutschen Erstligisten SG BBM Bietigheim ausgeliehen. Nach dieser Saison kehrte sie wieder nach Metz zurück. Ab 2021 spielte sie für den deutschen Erstligisten Sport-Union Neckarsulm. Gautschi wechselte zur Saison 2023/24 zum französischen Verein Handball Plan-de-Cuques. Seit dem Sommer 2025 steht sie beim rumänischen Erstligisten SCM Râmnicu Vâlcea unter Vertrag.
2019 wurde sie als «Beste Schweizer Spielerin» mit dem Swiss Handball Award ausgezeichnet.

### In Auswahlmannschaften
Daphne Gautschi lief mehrfach für die Schweizer Juniorinnennationalmannschaft auf. Am 6. Juni 2017 gab sie ihr Debüt für die Schweizer A-Nationalmannschaft. Mit der Schweiz nahm sie an der Europameisterschaft 2022 teil. Im Turnierverlauf erzielte Gautschi zehn Treffer.